# 15. červen
15. červen je 166. den roku podle gregoriánského kalendáře (167. v přestupném roce). Do konce roku zbývá 199 dní. Svátek má Vít.

## Události

### Česko
- 1085 – Na Pražském hradě korunován kníže Vratislav II. českým králem.
- 1363 – Václav IV. korunován českým králem jako dvouleté dítě.
- 1754 – Prokop Diviš sestavil v Příměticích u Znojma první bleskosvod.
- 1890 – Alois Oliva s manželkou odkázal dva své pražské domy k financování nově založené vychovatelny problémových dětí v Říčanech (dnes dětská léčebna Olivovna).
- 1909 – V Českých Budějovicích byl zahájen provoz elektrické tramvaje.
- 1919 – V prvních volbách do obecních zastupitelstev v nově vzniklé republice zvítězila sociálně demokratická strana.
- 1948 – Jmenována pátá poválečná vláda Československé republiky.
- 1965 – Premiéra jazzové opery Dobře placená procházka autorů Jiřího Suchého a Jiřího Šlitra, coby sedmá premiéra divadla Semafor od jeho vzniku v roce 1959.
- 1985 – V Praze byl obnoven provoz pozemní lanové dráhy na Petřín, a to po více než dvaceti letech od okamžitého zastavení provozu v důsledku sesuvu půdy po deštích.

### Svět
- 0763 př. n. l. – Asyřané zaznamenali úplné zatmění Slunce, které později posloužilo k upřesnění chronologie mezopotámské historie.
- 0923 – Robertovci porazili Karlovce v krvavé bitvě u Soissons. Vůdce Robertovců Robert I. v bitvě padl, vůdce Karlovců Karel III. byl zajat.
- 1094 –  španělský rytíř Cid osvobodí Valencii od Almoravidovců .
- 1184 – Války o následnictví v Norsku: Sverre Sigurdsson zvítězil v bitvě u Fimreite, jeho oponent Magnus V. v boji padl.
- 1215 – Anglický král Jan Bezzemek připojil svou pečeť k listině Magna charta libertatum (Velká listina svobod).
- 1219 – Dánský král Valdemar během severní křížové výpravy dobyl pohanské Estonsko v bitvě u Lyndanisse (dnešní Tallinn). Během této bitvy podle pověsti spadla z nebe dánská vlajka.
- 1246 – Bitva na Litavě, v níž uherský král Béla IV. porazil rakouského vévodu Friedricha II. Bojovného, který zde padl, je považována za Pyrrhovo vítězství rakouských vojsk nad maďarskými vojsky
- 1300 – Básník Dante byl jmenován jedním ze šesti proboštů Florencie, kteří městu vládli.
- 1389 – Srbská vojska utrpěla porážku v bitvě na Kosově poli, král Srbska Lazar I. Hrebeljanovič a sultán Murad I. v ní byli zabiti.
- 1429 – Stoletá válka: Francouzští vojáci porazili Angličany v bitvě u Meung-sur-Loire .
- 1467 – Karel Statečný se stal burgundským vévodou.
- 1502 – Kryštof Kolumbus objevil ostrov Martinik v souostroví Malých Antil.
- 1520 – Papež Leo X odsoudil názory a činy Martina Luthera, exkomunikoval ho .
- 1580 – Král Filip II španělský vykázal holandského Williama I. Orange do exilu a stanovil odměnu za jeho hlavu.
- 1667 – Francouzský lékař Jean-Baptiste Denis provedl první transfuzi krve.
- 1702 – Válka o španělské dědictví: Po dvouměsíčním obléhání, francouzská posádka pevnosti Kaiserswerth u Düsseldorfu kapitulovala před spojeneckými vojsky.
- 1752 – Benjamin Franklin dokázal, že blesk je elektrický jev, výboj elektřiny.
- 1775 – Ruská vojska zahájila likvidaci záporožské Siče.
- 1785 – Francouzští vzduchoplavci Jean-François Pilâtre de Rozier a Pierre Romain zemřeli při havárii balónu při pokusu o přelet přes kanál La Manche .
- 1800 – Washington , D.C., se stal hlavním městem Spojených států .
- 1801 – Toysonské povstání ve Vietnamu: Rolnickými povstalci ovládané město Huế bylo poraženo vojsky budoucího císaře Gia Long .
- 1804 – 12. dodatek k Ústavě Spojených států vstoupil v platnost, upravil pravidla pro volbu prezidenta.
- 1808 – Válka na Pyrenejském poloostrově: začalo francouzské obléhání města Zaragoza.
- 1811 – Anglo-švédská válka: generál Hampus Mörner se 140 muži rozdrtil povstání skupiny rolníků z Klågerup ve Skåne , kteří protestovali proti odvodům rekrutů . Asi 30 rebelů bylo zabito.
- 1825 – Byl položen základní kámen nového London Bridge.
- 1831 – francouzský matematik Évariste Galois, zakladatel teorie grup, byl předveden před soud kvůli údajnému vyhrožování králi Francie Ludvíku-Filipovi
- 1834 – Začal pogrom Židů v Safed (Palestina).
- 1836 – Arkansas se stal 25. státem USA.
- 1838 – Uruguayská občanská válka: rebelové  zvítězili v bitvě u El Palmar .
- 1844 – Charles Goodyear dosáhl patentu na metodu vulkanizace kaučuku.
- 1859 – Ve státě Washington vypukla Americko-britská prasečí válka kvůli ostrovu San Juan Border.
- 1863 – Americká občanská válka: Konfederace zvítězila v druhé bitvě u Wichesteru.
- 1866 – Německý astronom Christian Peters objevil asteroid (88) Thisbe .
- 1877 – Henry Ossian Flipper se stal prvním černým absolventem Vojenské akademie Spojených států .
- 1888 – Vilém II. se stal císařem Německa a králem Pruska .
- 1896 – 27 tisíc lidí zemřelo při zemětřesení na japonském ostrově Honšú .
- 1898 – V USA byla založena Antiimperialistická Liga.
- 1904
  - Požár na pěší lodi "General Slocum" na East River v New Yorku způsobil smrt 1 021 lidí, většinou žen a dětí.
  - Rusko-japonská válka: Japonské vítězství v bitvě u Delisi.
- 1905 – Budoucí král Švédska Gustav VI. Adolf se oženil s princeznou Margaret Connaught ze Spojeného království .
- 1915 – Bl. Giacomo Alberione založil Dcery svatého Pavla (paulínky).
- 1917 – Móric Esterházy se stal předsedou vlády Maďarského království.
- 1918 – První světová válka: na Italské frontě byla zahájena bitva na Piavě, jíž se na straně rakousko-uherské armády účastnilo velké množství vojáků z českých zemí.
- 1938 – Novinář László Bíró obdržel britský patent na kuličkové pero, které vynalezl o sedm let dříve.
- 1954 – Vznikla fotbalová organizace UEFA (Union of European Football Associations).
- 1969 – Georges Pompidou byl zvolen prezidentem Francie .
- 1977 – Ve Španělsku se uskutečnily první svobodné parlamentní volby po více než čtyřiceti letech vlády diktátora Franco.
- 1985
  - V Argentině vstoupila do oběhu nová národní měna – Austral.
  - V leningradské Ermitáži byl šílencem polit kyselinou a rozřezán nožem obraz Rembrandta Danaea.
  - V Tokiu bylo založeno animační studio Ghibli.
- 1987 – V Chile se uskutečnila operace Albánie (známá jako "Corpus Christi masakr"), během které agenti Pinochetovy tajné politické policie CNI zavraždili 12 lidí.
- 1991 – Na Filipínách vybuchla sopka Pinatubo, sloup popela byl vyvrhován do výšky 7 kilometrů.
- 1994
  - Izrael a Vatikán navázaly plné diplomatické vztahy.
  - Uskutečnila se premiéra animovaného filmu Lví král.
  - Guillermo Ossandon , vůdce partyzánského hnutí Lautaro, byl zatčen v Chile .
- 1996 – 212 lidí bylo zraněno při bombovém útoku IRA v centru Manchesteru.
- 1999
  - Ve Žlutém moři došlo k prvnímu námořnímu střetu se smrtelnými následky od doby uzavření příměří po korejské válce v roce 1953, jihokorejské lodě pak potopily severokorejský hlídkový člun.
  - Rudolf Schuster se stal prezidentem Slovenska.
- 2001
  - V Norsku byl otevřen silniční tunel Folgefonn o délce 11 km 150 m.
  - Byla založena Šanghajská organizace pro spolupráci  Ruskem, Čínskou lidovou republikou, Kazachstánem, Kyrgyzstánem a Tádžikistánem (tzv. Šanghajská pětka)
- 2002 – Byla zahájena MTV Rumunsko.
- 2004 – Ivan Gašparovič se stal prezidentem Slovenska.
- 2006
  - Na Srí Lance zemřelo 64 lidí v důsledku výbuchu miny pod autobusem.
  - Papež Benedikt XVI. odvolal 91letého kardinála Kazimierze Świąteka z funkce hlavy katolické církve v Bělorusku.
- 2007
  - Byl uskutečněn let nového létajícího tankeru a vojenského dopravního letounu Airbus A330 MRTT.
  - Salam Fayyad se stal premiérem Palestinské samosprávy.
- 2008 – Kosovská Ústava vstoupila v platnost.
- 2009
  - 7 lidí bylo zabito v Teheránu během nepokojů po prezidentských volbách 12. června, které byly podle opozice zmanipulovány.
  - Byl vytvořen národní park "Ruská Arktida".
- 2010
  - Byla vypuštěna pilotovaná kosmická loď Sojuz TMA-19.
  - Britský premiér David Cameron se omluvil Severnímu Irsku za zastřelení čtrnácti mladých civilistů britskou armádou v roce 1972 nazvaném Krvavá neděle.
- 2014
  - 48 lidí bylo zabito při útoku somálských islamistů na keňské město Mpeketoni.
  - Andrej Kiska se stal prezidentem Slovenska.
- 2019 – Zuzana Čaputová se stala první ženou, která se stala prezidentkou Slovenska.
- 2021 – Henri-Marie Dondra se stal předsedou vlády Středoafrické republiky.

## Narození

### Česko

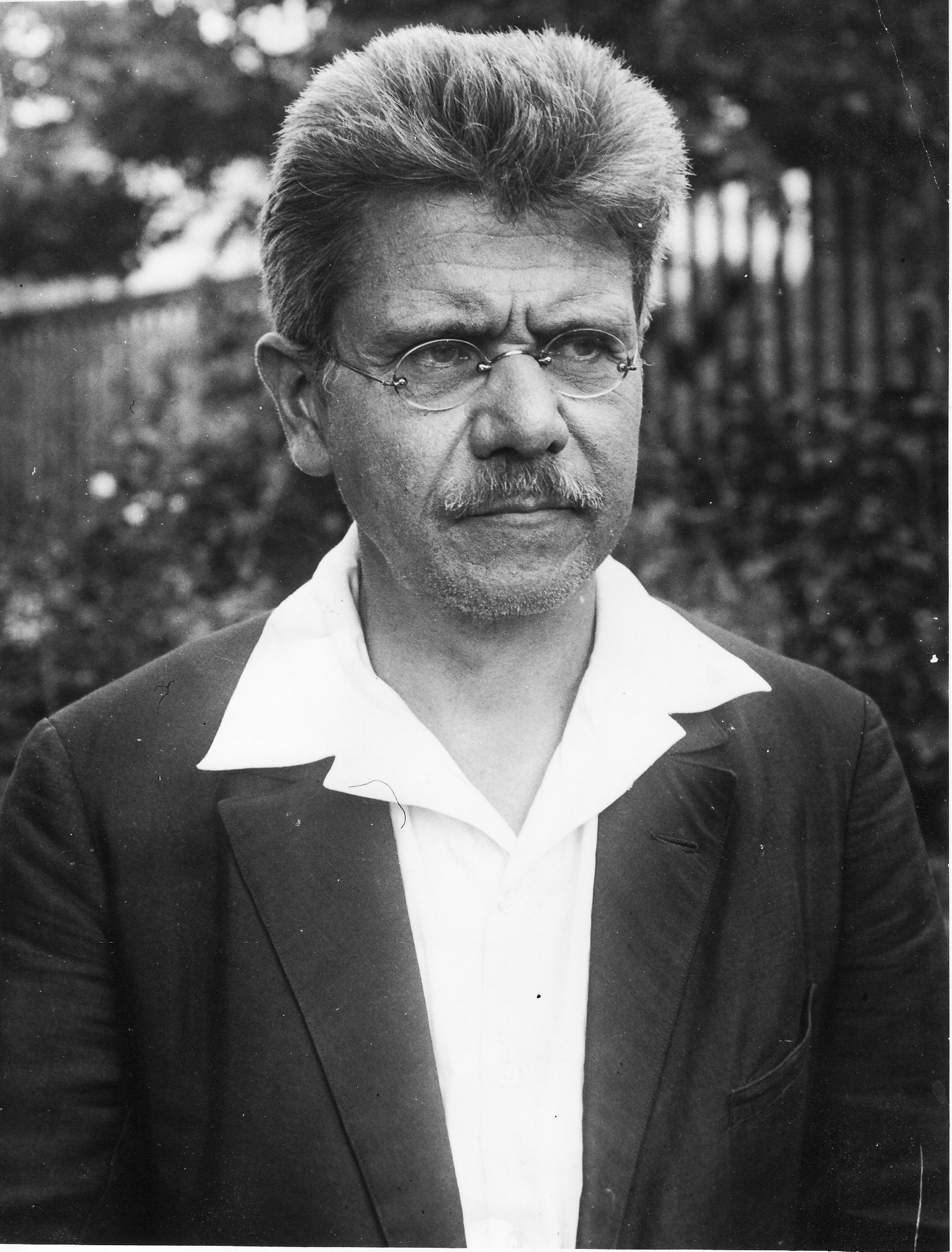
Alexandr Sommer Batěk (* 1874)

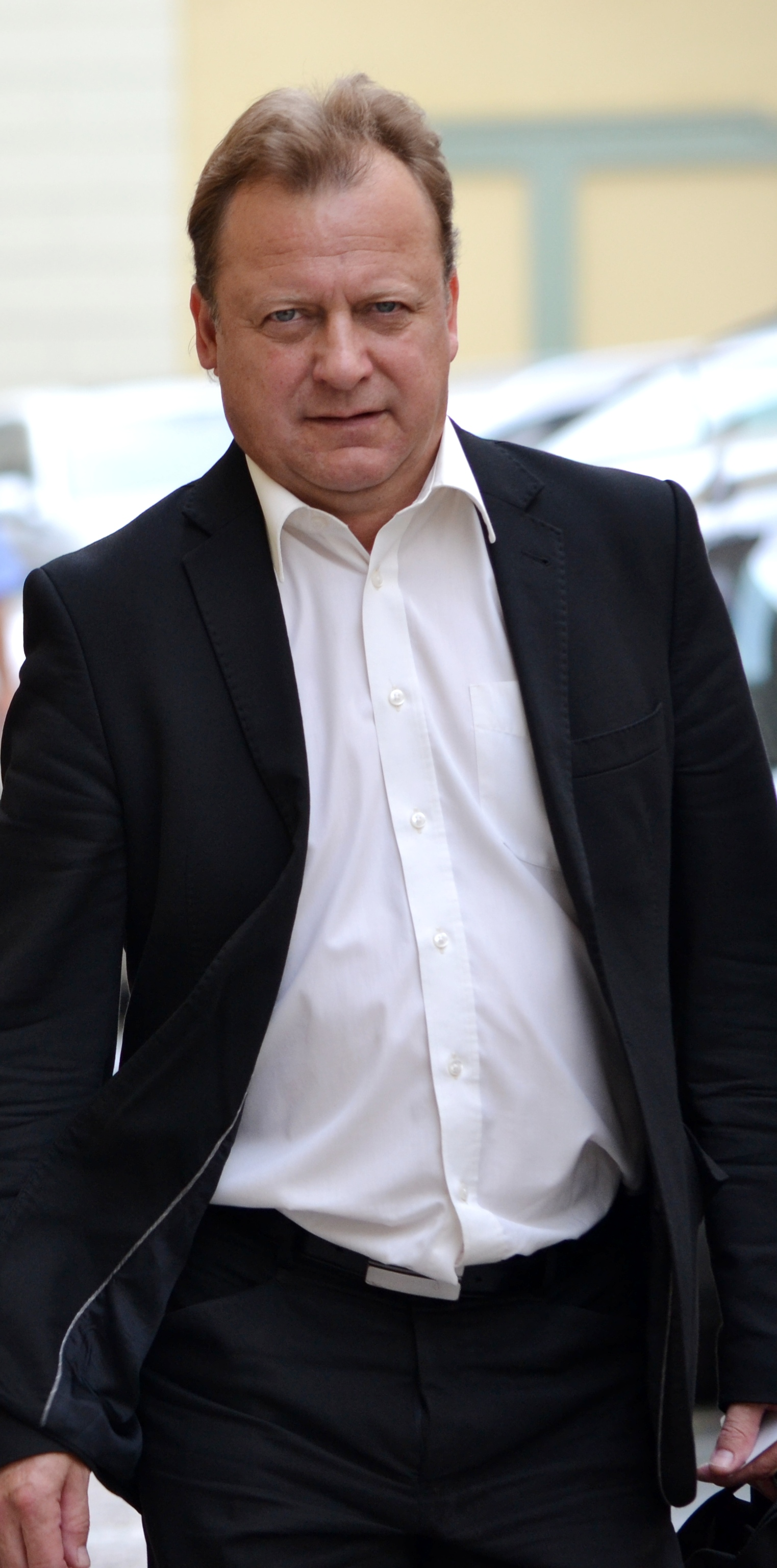
Pavel Ploc (* 1964)

- 1305 – Anežka Přemyslovna, kněžna javorská a svídnická († 1336/1337)
- 1733 – Josef Vratislav Monse, vlastenec, vydavatel a překladatel († 6. února 1793)
- 1758 – František Xaver Lederer, pražský kamenosochař období neoklasicismu († 8. srpna 1811)
- 1814 – Augustin Smetana, filozof († 30. ledna 1851)
- 1820 – Anton Friedrich, podnikatel a politik rakouské národnosti († 9. ledna 1891)
- 1826 – Jindřich Jaroslav Clam-Martinic, politik († 5. června 1887)
- 1830 – Jan Vaclík, diplomat a publicista († 3. srpna 1917)
- 1834 – Jan Nepomuk Woldřich, geolog, paleontolog a amatérský archeolog († 3. února 1906)
- 1840 – Anton Zajíc Donato, česko-americký handicapovaný tanečník a cestovatel († po 1910)
- 1848 – Adolf Láng, architekt († 2. května 1913)
- 1849 – Rudolf Stillfried, moravský šlechtic a politik († 9. dubna 1921)
- 1857 – Vladimír Ferdinand Lažanský z Bukové, šlechtic († 29. července 1925)
- 1861 – Ernestine Schumann-Heink, operní pěvkyně (kontraaltistka) († 17. listopadu 1936)
- 1870 – Antonín Kalina, politik a diplomat († 17. prosince 1922)
- 1872 – Theodor von Liebieg, liberecký podnikatel († 23. května 1939)
- 1874 – Alexandr Sommer Batěk, popularizátor vědy, pacifista a esperantista († 6. dubna 1944)
- 1876 – Hanuš Svoboda, hudební skladatel a pedagog († 16. prosince 1964)
- 1881
  - Wilhelm Häusler, československý politik německé národnosti († 6. února 1969)
  - Antonín Černý, československý politik († ?)
- 1883
  - Johann Baumgartl, československý politik († ?)
  - Bohumila Dubňanská, moravská spisovatelka († 25. listopadu 1966)
  - Stanislav Sahánek, vysokoškolský učitel a germanista († 27. února 1942)
- 1886 – Jaroslav Horejc, sochař († 3. ledna 1983)
- 1887 – Alois Bílek, malíř, grafik, ilustrátor a architekt († 18. ledna 1961)
- 1890 – Rudolf Ryšán, architekt a stavební podnikatel († 16. března 1949)
- 1896
  - Josef Bílek, sochař († 23. února 1978)
  - Alois Vrecl, vojenský pilot († 13. prosince 1983)
- 1901 – Adolf Bradáč, odbojář a spolupracovník Operace Out Distance popravený nacisty († 24. října 1942)
- 1898
  - Vilém Havlík, matematik († 24. prosince 1944)
  - Ladislav Filip, lékař a kardiolog († 29. listopadu 1986)
- 1903 – Ladislav Zahrádka, voják († 18. října 1943)
- 1905 – Bohumil Šťastný, fotoreportér († 15. června 1991)
- 1908 – Václav Bára, fotbalový reprezentant († 6. března 1990)
- 1910 – Václav Dědek, komunistický politik († ?)
- 1912 – Walter Ulrich, hokejista německého původu († 5. červenec 1965)
- 1914 – Oldřich Starý, neurolog a rektor Univerzity Karlovy († 14. ledna 1983)
- 1920 – Alois Kopecký, pediatr († 18. dubna 2013)
- 1923 – Věra Kučerová, účastnice druhého československého odboje († 24. října 1942)
- 1924
  - Karel Hoffmann, komunistický politik, ministr († 21. února 2013)
  - Bronislav Firla, architekt, malíř a odbojář († 16. prosince 2019)
- 1925
  - Viola Zinková, herečka († 18. října 2017)
  - Karel Mazanec, vysokoškolský pedagog († 3. prosince 2009)
- 1927 – Květa Manoušková, sochařka († 25. srpna 2002)
- 1929 – Zdeněk Tikal, hokejista působící v Austrálii († 15. listopadu 1991)
- 1930 – Karel Richter, spisovatel, historik, publicista a překladatel († 22. května 2021)
- 1931 – Jiří Corvin, malíř († 17. července 2004)
- 1932
  - Miroslav Zounar, herec († 28. března 1998)
  - František Kuřina, matematik
- 1934 – Josef Sedláček, fotbalista
- 1935 – Jan Kříž, historik umění
- 1936 – Marie Rút Křížková, literární historička († 4. prosince 2020)
- 1937 – Rudolf Potsch, hokejový obránce a trenér
- 1939 – Karel Pala, jazykovědec a vysokoškolský pedagog († 15. února 2023)
- 1940 – Miloš Ondřej, botanik († 10. prosince 2012)
- 1941 – Pavel Steiger, geolog a publicista
- 1942 – Josef Votrubec, atlet († 18. listopadu 2020)
- 1943 – Petr Vondruška, baletní tanečník
- 1944 – Petr Prouza, spisovatel
- 1945 – Šárka Smazalová, básnířka a prozaička
- 1950 – Petr Němec, moravský zpěvák a skladatel
- 1954
  - Pavel Mokrý, předseda Českomoravského fotbalového svazu (ČMFS)
  - Zdeňka Šilhavá, atletka, diskařka a koulařka
- 1955 – Vojtěch Mornstein, spisovatel vědeckofantastické literatury
- 1958
  - Miroslav Ševčík, ekonom
  - Josef Wunsch, fotbalista († 17. listopadu 2021)
- 1959
  - Zuzana Hofmannová, horolezkyně († 31. července 2012)
  - Jan Volný, politik
- 1960 – Bohuslav Chalupa, politik
- 1962 – Robert Hugo, varhaník, cembalista a dirigent
- 1964 – Pavel Ploc, skokan na lyžích a později poslanec za ČSSD
- 1966
  - Renata Putzlacher-Buchtová, básnířka a překladatelka
  - Zdenek Wasserbauer, římskokatolický biskup
- 1969 – Martin Smetana, politik
- 1971 – Michal Burian, historik
- 1974 – Radek Hamr, reprezentant v ledním hokeji
- 1976
  - Radka Nastoupilová, tisková mluvčí politického hnutí ANO 2011
  - Jiří Ryba, atlet
- 1977 – Ivan Vrba, reprezentant v keirinu
- 1978
  - Pavel Selingr, hokejista
  - Ondřej Vačkář, cyklista
- 1980 – Filip Herda, fotbalista
- 1981
  - Borek Sedlák, reprezentant ve skoku na lyžích
  - Ondřej Slabý, básník, fotograf a molekulární biolog
  - Martin Vacek, tenista
- 1984 – Eva Hrdinová, tenistka
- 1986
  - Pedro, youtuber
  - Michal Balcar, herec
- 1987
  - Radúz Mácha, herec
  - Martin Kotačka, historik a genealog
  - Jakub Podaný, fotbalista
- 1990 – Josef Král, pilot formule BMW
- 1992
  - Petr Straka, hokejista
  - Ladislav Zibura, cestovatel a novinář
- 1996 – Jan Kozel, fotbalový trenér
- 1997
  - František Chmiel, fotbalový brankář
  - Vít Kopřiva, tenista
- 1999 – Jakub Galvas, hokejista

### Svět

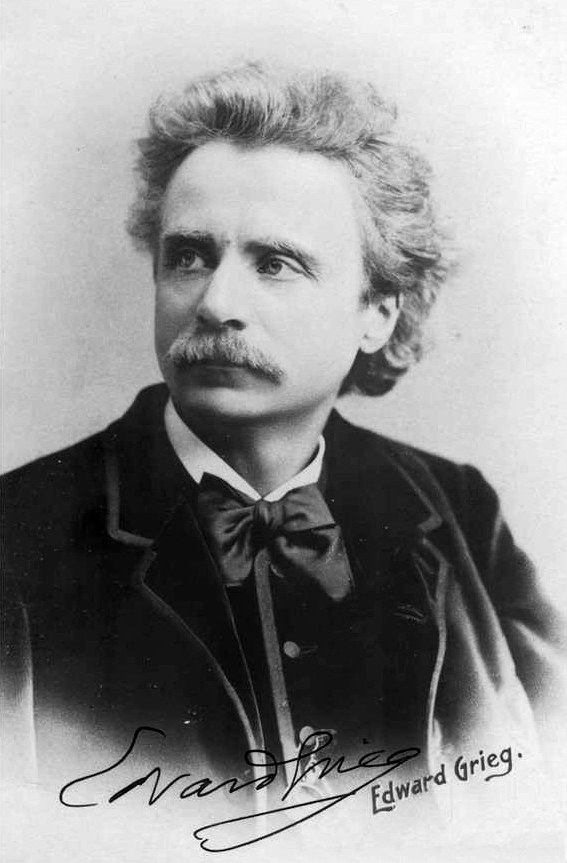
Edvard Grieg (* 1843)

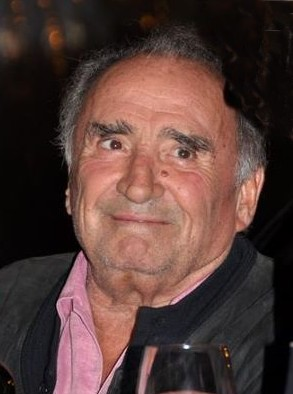
Claude Brasseur (* 1936)

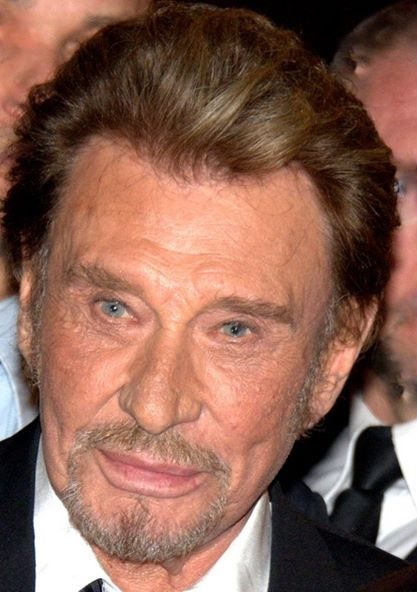
Johnny Hallyday (* 1943)

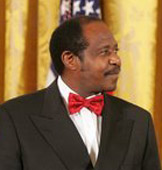
Paul Rusesabagina (* 1954)

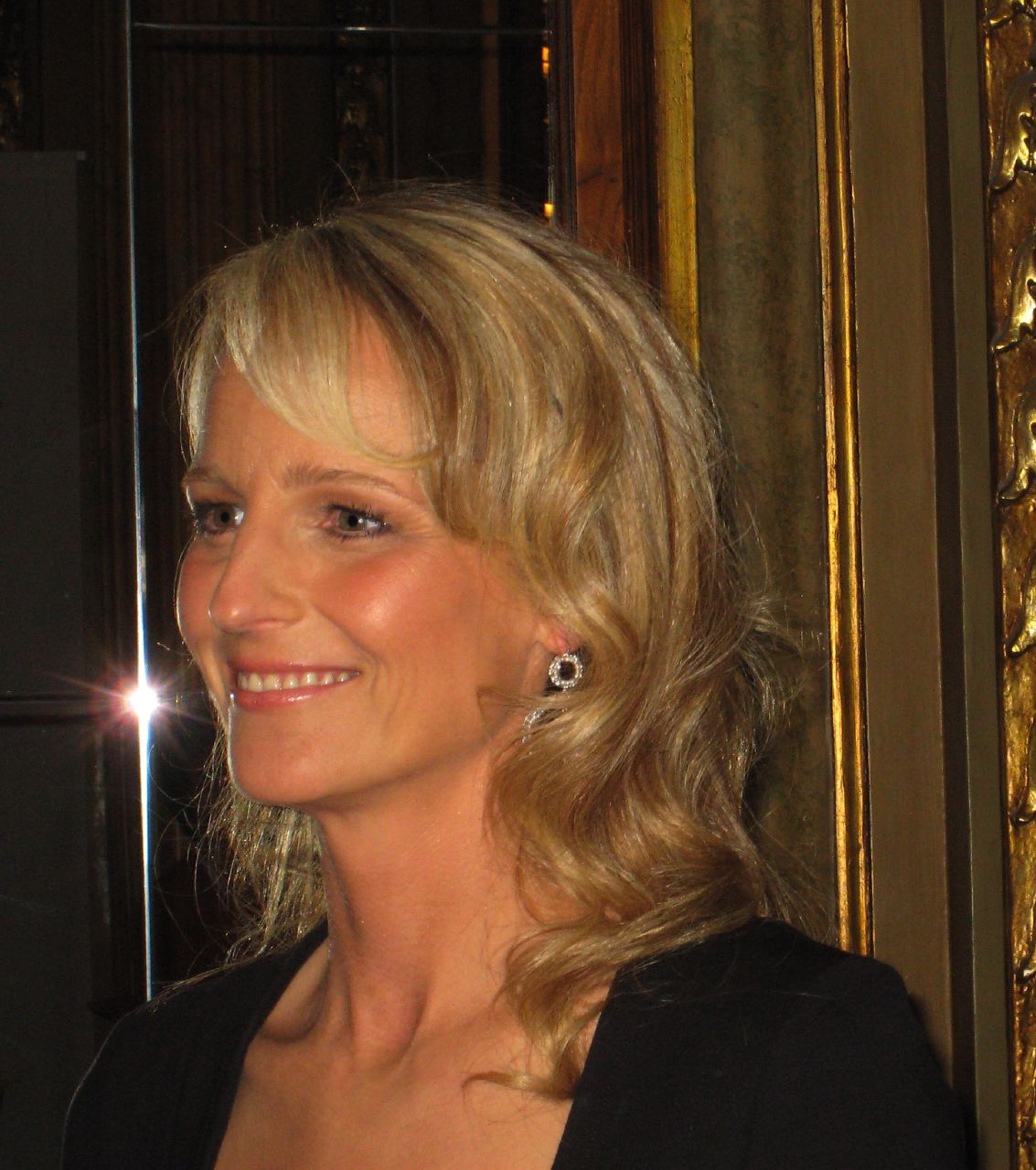
Helen Hunt (* 1963)

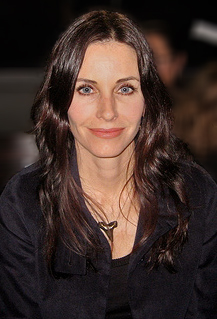
Courteney Cox (* 1964)

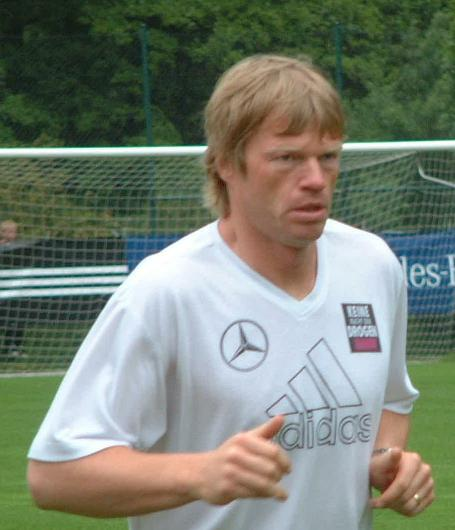
Oliver Kahn (* 1969)

- 1211 – Fridrich II. Babenberský, vévoda rakouský a štýrský († 15. června 1246)
- 1287 – Alice z Warenne, anglická šlechtična a dědička hrabství Surrey († 23. května 1338)
- 1305 – Alžběta Polská, uherská a chorvatská královna († 29. prosince 1380)
- 1330 – Černý princ Eduard, nejstarší syn anglického krále Eduarda III. a Filipy Henegavské († 8. června 1376)
- 1397 – Paolo Uccello, italský renesanční malíř († 10. prosince 1475)
- 1515 – Anna Herbertová, hraběnka z Pembroke, anglická dvorní dáma všech manželek Jindřicha VIII. († 20. února 1552)
- 1529 – Josua Maaler, švýcarský farář a lexikograf († 5. června 1599)
- 1534 – Jindřich I. z Montmorency, maršál Francie († 2. dubna 1614)
- 1558 – Ondřej Rakouský, syn arcivévody Ferdinanda, kardinál a biskup kostnický († 12. listopadu 1600)
- 1594 – Nicolas Poussin, francouzský malíř († 19. listopadu 1665)
- 1645 – Sidney Godolphin, anglický státník a hrabě († 15. září 1712)
- 1664 – Jean Meslier, francouzský katolický kněz a ateistický filozof († 17. červen 1729)
- 1699 – Antonín Corfitz z Ulfeldu, rakouský diplomat a státník dánského původu († 31. prosince 1769)
- 1709 – Ludvík, hrabě z Clermontu, šlechtic z rodu Bourbonů († 16. června 1771)
- 1724 – Marie Františka Falcko-Sulzbašská, německá šlechtična († 15. listopadu 1794)
- 1745 – Friedrich Benda, německý komorní hudebník a skladatel († 19. června 1814)
- 1763
  - Issa Kobajaši, japonský básník a buddhistický mnich († 19. listopadu 1827)
  - Gregor Berzevici, hornouherský osvícenec a politický ekonom († 23. února 1822)
- 1766 – Hatice Sultan, osmanská princezna a dcera sultána Mustafy III. († 17. července 1821)
- 1767 – Rachel Jacksonová, manželka prezidenta USA Andrew Jacksona († 22. listopadu 1828)
- 1772 – Jan Karel Paar, rakouský nejvyšší dvorský a generální dědičný poštmistr († 30. prosince 1819)
- 1775 – Carlo Porta, italský romantický básník († 5. ledna 1821)
- 1780 – Theodor Baillet de Latour, rakouský důstojník a politik († 6. října 1848)
- 1803 – Joseph Ludwig Bayer, rakouský politik německé národnosti († 26. ledna 1883)
- 1809 – Alexander Moody-Stuart, skotský reformovaný teolog, kazatel a spisovatel († 31. července 1898)
- 1817 – Johann Baptist Chiari, rakouský porodník a gynekolog († 11. prosince 1854)
- 1829 – Wilhelm Peder Daniel Cappelen, norský fotograf a farmaceut († 28. března 1885)
- 1843 – Edvard Grieg, norský hudební skladatel († 4. září 1907)
- 1845 – Benno Taufferer, rakouský šlechtic a politik († 8. září 1891)
- 1846 – Leo von Bilinski, předlitavský šlechtic a politik († 14. června 1923)
- 1847 – Theodor Zichy, uherský šlechtic a politik († 9. července 1927)
- 1848 – Adolf Láng, uherský architekt († 2. května 1913)
- 1856 – Gustavo Gillman, britský stavební inženýr a fotograf († 28. února 1922)
- 1862 – Ambros Wernisch, rakouský politik německé národnosti († 9. června 1923)
- 1867 – Konstantin Balmont, ruský básník a překladatel († 23. prosince 1942)
- 1868 – Christiaan Maria Dewald, nizozemský fotograf († 22. února 1923)
- 1872 – Teodor Matuščák, slovenský politik a meziválečný senátor († 19. června 1942)
- 1877 – Marianna Török, byla maďarská šlechtična a druhá manželka egyptského chedivy Abbase II. († 5. srpna 1968)
- 1878 – Margaret Abottová, americká golfistka († 10. června 1955)
- 1881 – Paul Cornu, francouzský inženýr a vynálezce vrtulníku (†  6. června 1944)
- 1882 – Ion Antonescu, rumunský generál a politik († 1. června 1946)
- 1891 – Anatolij Nikolajevič Pepeljajev, ruský vojenský velitel († 14. ledna 1938)
- 1892 – Keith Park, důstojník britské armády († 6. února 1975)
- 1894
  - Trygve Gulbranssen, norský spisovatel († 10. října 1962)
  - Philip Louis Vian, britský admirál († 27. května 1968)
- 1892 – Oswald Knauer, rakouský úředník a právník († 29. června 1967)
- 1895 – Paul Giesler, ministerský předseda Bavorska za 2. světové války († 8. května 1945)
- 1897 – Antonio Riberi, papežský diplomat a kardinál pocházející z Monaka († 16. prosince 1967)
- 1902
  - Ján Poničan, slovenský spisovatel († 25. února 1978)
  - Erik Erikson, německý psycholog († 12. května 1994)
  - Lon L. Fuller, americký filosof práva († 8. dubna 1978)
- 1903
  - Hilde Zaloscer, rakouská egyptoložka a spisovatelka († 20. prosince 1999)
  - Victor Brauner, rumunský surrealista († 12. března 1966)
- 1906
  - Léon Degrelle, belgický fašistický politik († 1. dubna 1994)
  - Gordon Welchman, anglický matematik a spisovatel († 8. října 1985)
- 1907 – Beatrice Wellington, Kanaďanka žijící v Protektorátu Čechy a Morava († 1971)
- 1910 – Hugh Walters, britský spisovatel sci-fi († 13. ledna 1993)
- 1912 – Fanny Schoonheyt, nizozemská fotografka († 23. prosince 1961)
- 1914
  - Jurij Andropov, sovětský politik († 9. února 1984)
  - Ladislav Troják, československý hokejista, první Slovák v reprezentačním výběru Československa a první slovenský hokejista s titulem mistra světa († 8. listopadu 1948)
- 1915 – Thomas Huckle Weller, americký bakteriolog, nositel Nobelovy ceny († 23. srpna 2008)
- 1916 – Herbert A. Simon, americký ekonom, nositel Nobelovy ceny († 9. února 2001)
- 1917
  - John Bennett Fenn, americký chemik, nositel Nobelovy ceny († 10. prosince 2010)
  - Lillian Bassmanová, americká fotografka a malířka († 13. února 2012)
- 1919
  - Štefan Infner, slovenský odbojář za druhé světové války († 5. srpna 1988)
  - Phaolô Giuse Phạm Đình Tụng, vietnamský kněz, arcibiskup Hanoje, kardinál († 22. února 2009)
- 1920 – Alberto Sordi, italský herec († 25. února 2003)
- 1921 – Gavriil Illizarov, sovětský židovský ortoped († 24. července 1992)
- 1922 – Jaki Byard, americký jazzový klavírista († 11. února 1999)
- 1923 – Erland Josephson, švédský herec a spisovatel († 25. února 2012)
- 1924 – Ezer Weizman, izraelský prezident († 25. dubna 2005)
- 1927 – Hugo Pratt, italský kreslíř komiksů († 20. srpna 1995)
- 1931 – Jerzy Chromik, polský atlet († 20. října 1987)
- 1932 – Mario Cuomo, americký politik († 1. ledna 2015)
- 1933
  - Muhammad Alí Radžáí, íránský předseda vlády († 30. srpna 1981)
  - Sergio Endrigo, italský zpěvák († 7. září 2005)
  - Jasukazu Tanaka, japonský fotbalista
- 1934 – Hettie Jones, americká básnířka († 13. srpna 2024)
- 1935
  - Leo Brodík, slovenský fotbalista († 30. listopadu 1982)
  - Barre Toelken, americký folklorista († 9. listopadu 2018)
  - Krystyna Skarżyńska-Bocheńska, polská arabistka a islamistka
- 1936
  - Claude Brasseur, francouzský filmový herec († 22. prosince 2020)
  - William Joseph Levada, americký kardinál († 26. září 2019)
- 1937
  - Stanislav Filko, slovenský malíř († 23. října 2015)
  - Anna Hazare, indický sociální aktivista
  - Waylon Jennings, americký country zpěvák († 13. února 2002)
- 1938
  - Jesús María Pereda, španělský fotbalista († 27. září 2011)
  - Tony Oxley, britský bubeník († 26. prosince 2023)
- 1940
  - Štefan Lazar, slovenský fotbalista († 21. května 2004)
  - František Sohan, slovenský fotbalista
- 1941
  - Harry Nilsson, americký zpěvák-skladatel († 15. ledna 1994)
  - Hagen Kleinert, německý fyzik
- 1942
  - Françoise Huguier, francouzská fotografka
  - Peter Norman, australský atlet († 3. října 2006)
- 1943
  - Johnny Hallyday, francouzský zpěvák a herec († 6. prosince 2017)
  - Muff Winwood, anglický baskytarista a hudební producent
  - Poul Nyrup Rasmussen, dánský premiér
- 1944
  - Gudrun Wagnerová, manželka Wolfganga Wagnera a spoluorganizátorka Hudebních slavností v Bayreuthu († 28. listopadu 2007)
  - Inna Ryskalová, ázerbájdžánská volejbalistka
- 1945
  - Jozef Tománek, slovenský fotbalista
  - Robert Sarah, guinejský kardinál, předseda papežské rady Cor Unum
  - Lawrence Wilkerson, americký armádní plukovník
  - Danny O'Shea, kanadský hokejista
- 1946
  - Štefan Štefík, slovenský mezinárodní posuzovatel exteriéru psů
  - Noddy Holder, anglický muzikant a herec
  - Jack Horner, americký paleontolog
  - Demis Roussos, řecký zpěvák († 25. ledna 2015)
  - Antonio Roldán, mexický boxer
- 1947
  - Gréta Švercelová, slovenská operní pěvkyně
  - Patrick Moore, kanadský ochránce životního prostředí
  - Alain Aspect, francouzský fyzik
- 1949
  - Rick Rosenthal, americký filmový režisér, producent, scenárista a herec
  - Klaus Havenstein, východoněmecký fotbalista a trenér
- 1950
  - Lakšmí Mittal, šéf a majoritní akcionář firmy ArcelorMittal
  - Rainer Sachse, východoněmecký fotbalista
- 1951
  - Steve Walsh, americký zpěvák a hráč na klávesové nástroje, člen skupiny Kansas
  - Fernando Menis, španělský architekt
- 1952 – Dirceu, brazilský fotbalista († 15. září 1995)
- 1953
  - Vilma Bardauskiéne, sovětská atletka litevské národnosti
  - Ivan Varga, slovenský politik († 14. září 2021)
- 1954
  - Jim Belushi, americký filmový a televizní herec
  - Paul Rusesabagina, rwandský záchrance 1268 lidských životů během Rwandské genocidy
- 1956
  - Robin Curtisová, americká herečka
  - Bernie Shaw, zpěvák britské skupiny Uriah Heep
  - Linda Haglundová, švédská atletka
  - Rainer Hermann, německý novinář a islamolog
  - Jevgenij Kiseljov, ruský novinář
- 1958 – Riccardo Paletti, italský pilot Formule 1 († 13. června 1982)
- 1959
  - Baselios Cleemis Thottunkal, indický kardinál
  - Vicki Genfanová, americká kytaristka a zpěvačka
  - John Moore, americký inženýr a spisovatel
- 1960
  - Patrick Edlinger, francouzský sportovní lezec († 16. listopadu 2012)
  - Michèle Laroque, francouzská herečka
  - Kim Jong-nam, jihokorejský zápasník
- 1962
  - Slavomír Hodúl, slovenský fotbalista
  - Thomas Mikal Ford, americký herec
- 1963
  - Helen Huntová, americká filmová a televizní herečk
  - Igor Paklin, sovětský atlet
- 1964
  - Courteney Cox, americká filmová a televizní herečka
  - Michael Laudrup, dánský fotbalový reprezentační záložník
- 1966 – Raimonds Vējonis, lotyšský prezident
- 1967
  - Fred Tatasciore, americký herec
  - Júdži Ueda, japonský populární dabér
- 1969
  - Peter Rybár, slovenský fotbalista
  - Ice Cube, americký zpěvák a herec
  - Oliver Kahn, brankář německé fotbalové reprezentace
  - Cédric Pioline, francouzský tenista
  - Hatice Akyün, německá novinářka
- 1972
  - Rachel Briceová, americká tanečnice a choreografka
  - Marzio Bruseghin, italský cyklista
- 1973
  - Neil Patrick Harris, americký filmový a televizní herec
  - Tore André Flo, norský fotbalista
  - Dean McAmmond, kanadský hokejový útočník
- 1974 – Ettore Perazzoli, italský programátor svobodného softwaru († 10. prosince 2003)
- 1975
  - Elizabeth Reaserová, americká filmová herečka
  - Roderick Hietbrink, nizozemský umělec a fotograf
- 1976 – Markus Pucher, rakouský horolezec
- 1978
  - Wilfred Bouma, obránce nizozemské fotbalové reprezentace
  - Anna Torv, australská herečka
- 1979
  - Joe Koons, americký herec
  - Petar Dačev, bulharský atlet
  - Julija Něstěrenková, běloruská atletka
- 1980 – Christopher Castile, americký filmový a televizní herec
- 1981
  - Emma Snowsillová, australská triatlonistka, vítězka z Olympijských her 2008
  - John Paintsil, ghanský fotbalista
- 1982 – Amar, britsko-indická zpěvačka
- 1983
  - Julia Fischerová, německá houslistka
  - Alexej Tomilov, ruský horolezec
  - Dawid Statnik, lužickosrbský politik
- 1984
  - Amber Coffman, americká kytaristka a zpěvačka
  - Daniel Wayne Sermon, americký hudebník a kytarista
- 1985 – Ene Franca Idoko, nigerijská běžkyně
- 1986 – Stoya, americká pornoherečka a spisovatelka
- 1987
  - Filip Kubski, polský profesionální hráč Counter-Strike
  - Rohullah Nikpai, afghánský zápasník
  - Džunja Tanaka, japonský fotbalista
- 1988
  - Marin Ljubičić, chorvatský fotbalista
  - Paulus Arajuuri, finský fotbalista
  - Peter Polansky, kanadský tenista
- 1989
  - Alex Puccio, americká sportovní lezkyně
  - Teddy Tamgho, francouzský atlet
  - Hasan Rahímí, íránský zápasník
- 1990
  - Puji Lestari, indonéská sportovní lezkyně
  - Marin Glasnović, chorvatský fotbalista
- 1991
  - Michal Šulla, slovenský fotbalista
  - Zlatan Alomerović, německo-srbský fotbalista
  - Noël van 't End, nizozemský zápasník
  - Pascal Groß, německý fotbalista
  - Kim Čan-ti, korejská zápasnice
  - Robert Merl, rakouský orientační běžec
- 1992
  - Kristie Ahnová, americká tenistka
  - Mohamed Salah, egyptský fotbalista
  - Marielle Thompsonová, kanadská akrobatická lyžařka
  - Dafne Schippersová, nizozemská atletka
- 1993
  - Sonoko Čibaová, japonská fotbalistka
  - Desley Ubbink, nizozemský fotbalista
  - Sayouba Mandé, fotbalista z Pobřeží slonoviny
  - Carolina Marínová, španělská badmintonistka
- 1994
  - Nevena Božović, srbská zpěvačka
  - Vincent Janssen, nizozemský fotbalista
  - Lee Kieferová, americká sportovní šermířka
  - Yussuf Poulsen, dánský fotbalista
- 1995 – Maximilian Marterer, německý tenista
- 1996
  - Aurora, norská zpěvačka
  - Risa Šimizuová, japonská fotbalistka
- 1998
  - Moussa Djenepo, malijský fotbalista
  - Hachim Mastour, italský fotbalista marockého původu
- 2014 – Amalia Nasavská, lucemburská princezna
- 2015 – Nicolas Švédský, švédský princ

## Úmrtí

### Česko

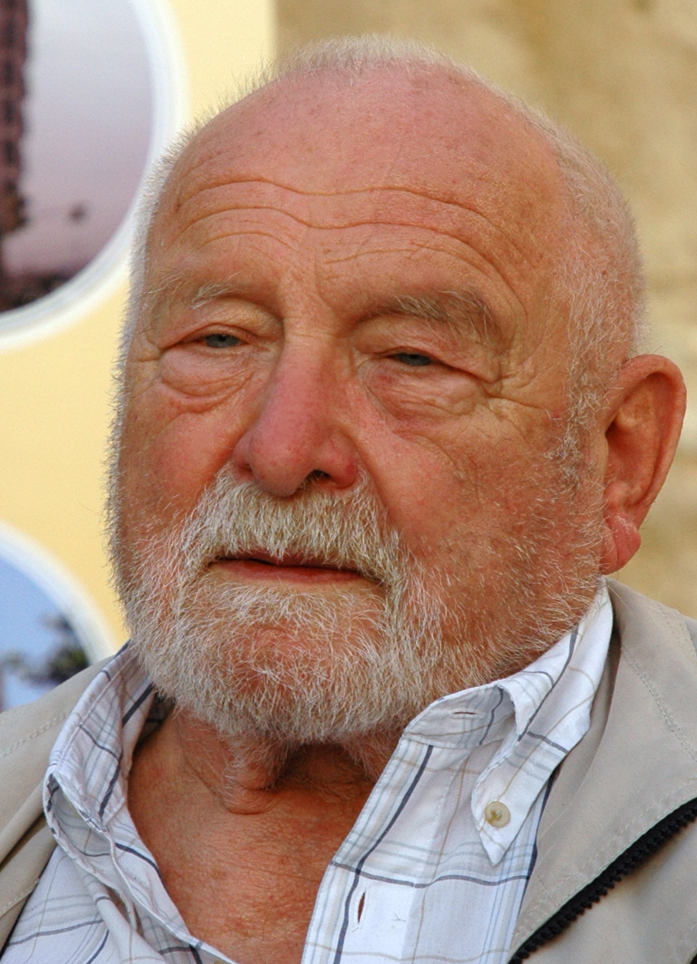
Olbram Zoubek († 2017)

- 1197 – Jindřich Břetislav, kníže a biskup pražský (* ?)
- 1531 – Adam I. z Hradce, nejvyšší kancléř Království českého (* 1494)
- 1898 – Karel Hlaváček, básník a výtvarník, představitel dekadence a symbolismu (* 24. srpna 1874)
- 1904 – Bedřich Peška, básník a překladatel (* 25. října 1820)
- 1908 – Vojtěch Hřímalý mladší, houslista a skladatel (* 30. července 1842)
- 1914 – Josef Vychodil, politik (* 14. prosince 1845)
- 1923 – František Pubal, kronikář (* 26. října 1851)
- 1931 – Jan Nepomuk Kapras, pedagog, psycholog a filozof (* 25. května 1847)
- 1940 – Otakar Kudrna, poslanec Českého zemského sněmu a starosta Netolic (* 24. května 1853)
- 1942 – Jan Zika, politik a protinacistický bojovník (* 21. listopadu 1902)
- 1945 – Jindřich Landsman, pilot (* 2. července 1920)
- 1958 – František Kubač, československý politik a předseda Slovenské národní rady (* 2. prosince 1887)
- 1963 – Vojtěch Ondrouch, historik (* 6. dubna 1891)
- 1973 – Antonín Pospíšil, politik (* 10. června 1903)
- 1982 – Michael Romberg, malíř, grafik, scénograf a pedagog ruského původu (* 18. dubna 1918)
- 1991
  - František Jiroudek, malíř, grafik, scénický výtvarník (* 17. února 1914)
  - Vilém Reichmann, fotograf (* 25. dubna 1909)
  - Bohumil Šťastný, fotoreportér (* 15. června 1905)
- 1996 – Jiří Šašek, herec (* 11. května 1930)
- 2004
  - Václav Pavel Borovička, spisovatel a televizní scenárista (* 8. září 1920)
  - Tomáš Sláma, herec, scenárista, konferenciér, redaktor (* 16. dubna 1940)
- 2005 – Josef Jíra, výtvarník (* 11. října 1929)
- 2008 – Alexandra Berková, spisovatelka (* 2. července 1949)
- 2015
  - Josef Topol, básník a dramatik (* 1. dubna 1935)
  - Jiří Štrunc, sbormistr a hudební pedagog (* 19. dubna 1931)
- 2017 – Olbram Zoubek, sochař (* 21. dubna 1926)

### Svět

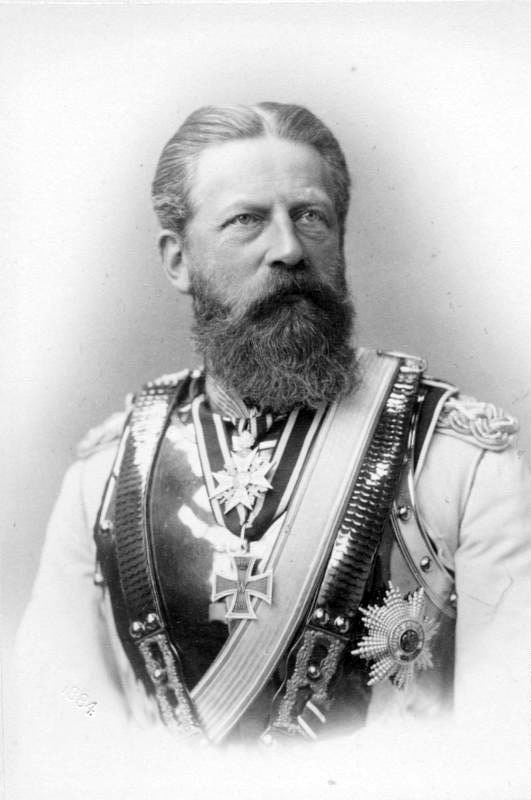
Fridrich III. Pruský († 1888)

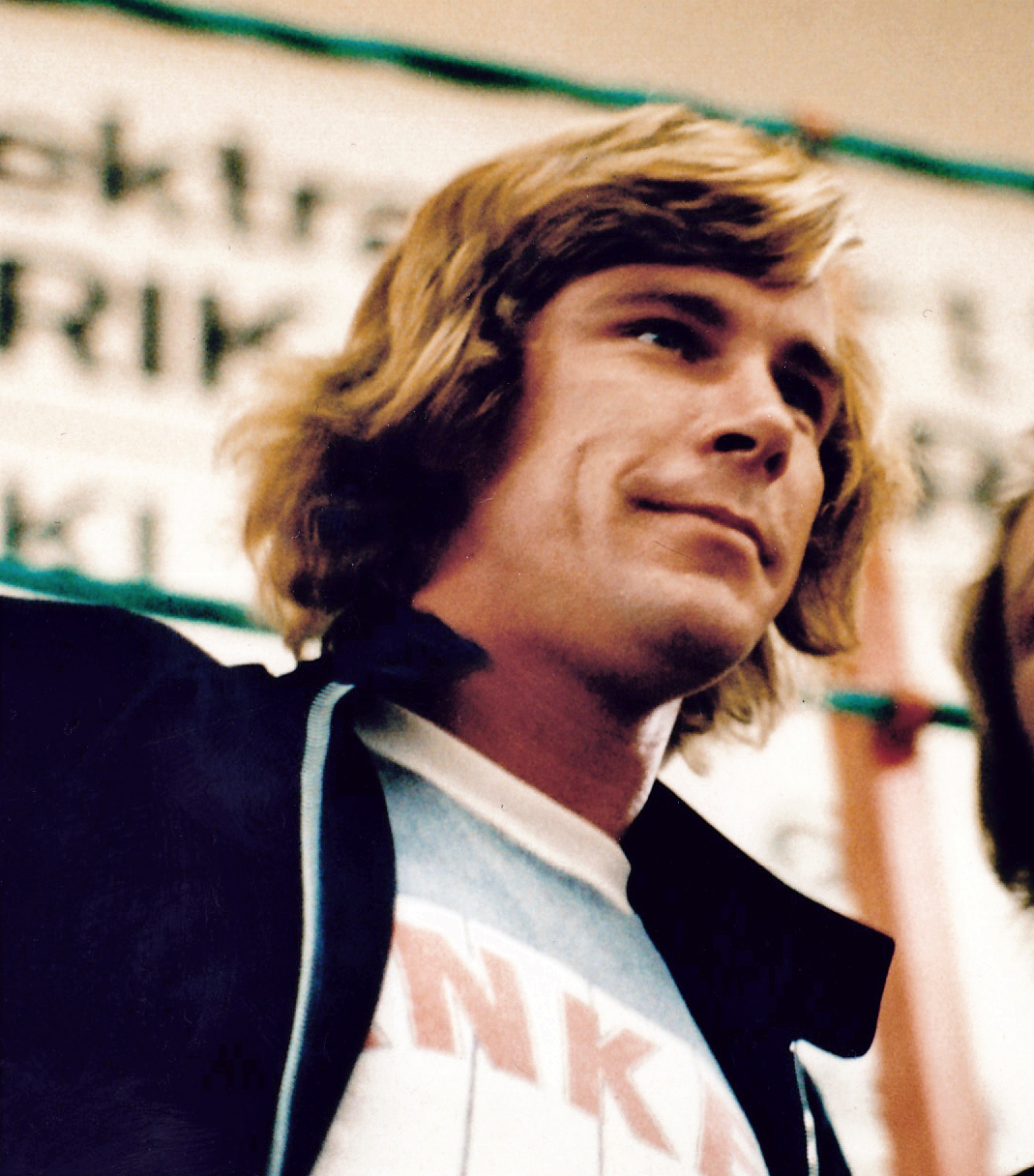
James Hunt († 1993)

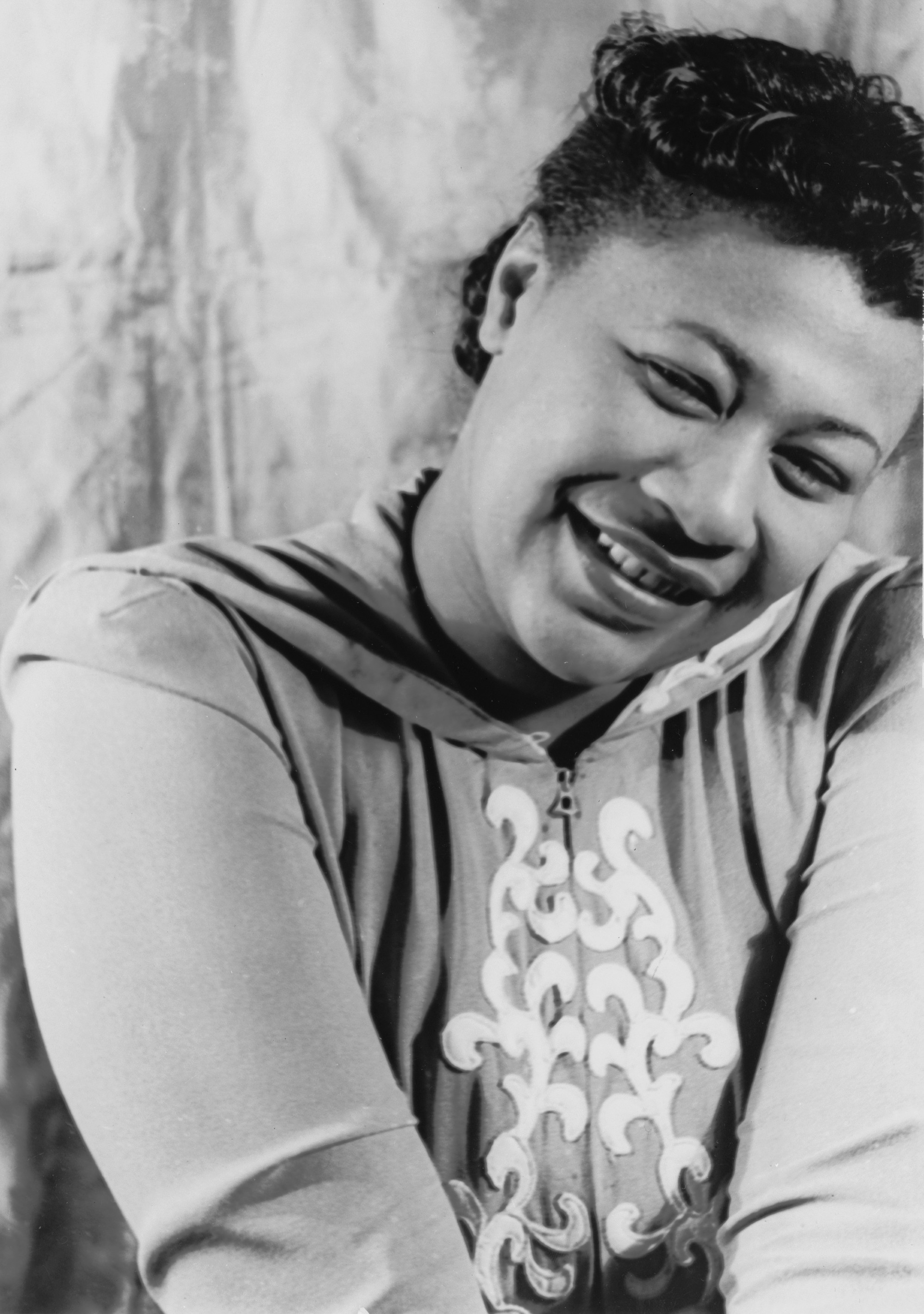
Ella Fitzgeraldová († 1996)

- 0991 – Theofano, římská císařovna (* 955/960), manželka Otta II. (* 955/960)
- 1073 – Go-Sandžó, japonský císař (* 3. září 1034)
- 1246 – Fridrich II. Babenberský, vévoda rakouský a štýrský (* 1210)
- 1341 – Andronikos III., byzantský císař (* 1296)
- 1381 – Wat Tyler, vůdce selského povstání v Anglii (* 4. ledna 1341)
- 1383 – Jan VI. Kantakuzenos, regent Byzantské říše a spolucísař (* asi 1292)
- 1389
  - Murad I., turecký sultán (* 1319/1326)
  - Lazar Hrebeljanović, srbský kníže a car (* 1329)
  - Miloš Obilić, srbský rytíř (* asi 1350)
- 1545 – Alžběta Habsburská, polská královna (* 9. července 1526)
- 1586 – Primož Trubar, slovinský protestantský reformátor (* 1508)
- 1609 – Annibale Carracci, italský barokní malíř (* 3. listopadu 1560)
- 1768 – James Short, britský matematik a optik (* 21. června 1710)
- 1772 – Louis-Claude Daquin, francouzský barokní hudební skladatel (* 1694)
- 1785 – Jean-François Pilâtre de Rozier, francouzský fyzik a průkopník letectví (* 1757)
- 1844 – Thomas Campbell, skotský básník (* 27. červenec 1777)
- 1849 – James K. Polk, 11. prezident USA (* 1795)
- 1852 – Friedrich Groos, německý lékař a filozof (* 23. dubna 1768)
- 1854 – Raffaele Fornari, italský kardinál (* 23. ledna 1787)
- 1869 – Albert Grisar, belgický operní skladatel (* 26. prosince 1808)
- 1886 – Pascal Sébah, turecký fotograf (* 1823)
- 1888 – Fridrich III. Pruský, německý císař a pruský král (* 18. března 1831)
- 1889 – Mihai Eminescu, rumunský básník (* 1850)
- 1895 – Richard Genée, rakouský operetní libretista a skladatel (* 7. února 1823)
- 1908 – Gaston Boissier, francouzský historik a filolog (* 15. srpna 1823)
- 1923 – Jozef Ľudovít Holuby, slovenský protestantský kazatel, botanik, spisovatel a národní buditel (* 25. března 1836)
- 1931 – Albertina Berkenbrocková, brazilská mučednice, blahoslavená (* 11. dubna 1919)
- 1938 – Ernst Ludwig Kirchner, německý expresionistický malíř (* 6. května 1880)
- 1940 – Ernst Weiss, český, německy píšící lékař, spisovatel a dramatik (* 28. srpna 1882)
- 1941 – Evelyn Underhillová, anglická náboženská spisovatelka (* 6. prosince 1875)
- 1942 – Adolf Švec, zemědělský odborník (zakladatel Pribiny Přibyslav) a starosta Sokola (* 30. března 1893)
- 1947 – Bronisław Huberman, polský houslista (* 19. prosince 1882)
- 1952 – Vladimir Alexandrovič Albickij, ruský astronom (* 16. června 1891)
- 1959 – Kazimierz Bein, polský lékař a esperantista (* ? 1872)
- 1962 – Alfred Cortot, francouzsko-švýcarský klavírista a dirigent (* 26. září 1877)
- 1965
  - Harry Babcock, americký olympijský vítěz ve skoku o tyči (* 15. prosince 1890)
  - Ephraim Avigdor Speiser, americký archeolog (* 1902)
- 1968 – Wes Montgomery, americký jazzový kytarista (* 1923)
- 1969 – Emilio Grazioli, italský fašistický politik (* 26. října 1899)
- 1970 – Henri Queuille, francouzský politik, ministerský předseda a několikanásobný ministr (* 31. března 1884)
- 1971 – Wendell Meredith Stanley, americký biochemik a virolog, nositel Nobelovy ceny (* 16. srpna 1904)
- 1976 – Andrzej Wantuła, polský duchovní, teolog a historik (* 26. listopadu 1905)
- 1982 – Art Pepper, americký jazzový saxofonista a skladatel (* 1. září 1925)
- 1985 – Andy Stanfield, americký sprinter, dvojnásobný olympijský vítěz (* 29. prosince 1927)
- 1991 – Arthur Lewis, britský ekonom, nositel Nobelovy ceny (* 23. ledna 1915)
- 1992 – Lev Gumiljov, sovětský historik, antropolog a etnolog (* 1. října 1912)
- 1993
  - John Connally, americký ministr financí (* 27. února 1917)
  - James Hunt, britský pilot Formule 1, mistr světa (* 1947)
- 1995 – John Vincent Atanasoff, americký fyzik a vynálezce (* 4. října 1903)
- 1996 – Ella Fitzgeraldová, americká jazzová zpěvačka (* 1917)
- 1997 – Dal Stivens, australský novinář, spisovatel, humorista a lidový vypravěč (* 31. prosince 1911)
- 1999
  - Igor Cholin, ruský básník, prozaik a disident (* 11. ledna 1920)
  - Terézia Hurbanová-Kronerová, slovenská herečka (* 22. června 1924)
- 2002 – Čchö Hong-hui, generál jihokorejské armády, otec taekwonda (* 9. listopadu 1918)
- 2003 – Hume Cronyn, kanadský filmový herec (* 1911)
- 2006 – Ján Langoš, slovenský politik (* 1946)
- 2008 – Stan Winston, americký režisér a specialista na filmové efekty a masky (* 1946)
- 2012 – Rune Gustafsson, švédský kytarista a hudební skladatel (* 25. srpna 1933)
- 2013
  - José Froilán González, argentinský automobilový závodník (* 5. října 1922)
  - Kenneth G. Wilson, americký fyzik, nositel Nobelovy ceny (* 8. června 1936)
  - Dennis O'Rourke, australský dokumentarista, producent, režisér a scenárista (* 14. srpna 1945)
- 2014
  - Miško Eveno, slovenský malíř francouzského původu (* 7. listopadu 1934)
  - Daniel Keyes, americký spisovatel (* 9. srpna 1927)
- 2019 – Franco Zeffirelli, italský režisér (* 12. února 1923)
- 2021 – Vladimir Šatalov, sovětský kosmonaut (* 8. prosince 1927)

## Svátky

### Česko
- Vít, Víta
- Izolda
- Lotar, Lothar
- Jolanta
- Senta
- Modest
- Krescenta

### Svět
- Mezinárodní den odpůrců vojenské služby
- Světový den proti násilí na seniorech
- USA: Den otců (Father’s Day) – je-li neděle
- Korea: Farmářský den sázení rýže
- Kostarika: Arbor Day
- Dánsko: Valdemarův den a Den sjednocení

### Liturgický kalendář
- Sv. Vít

## Pranostiky

### Česko
- Vít když přišel, trápí vedra též Jana, Burjana, Petra.
- Pohoda na svatého Víta – to dobrota na žita.
- O svatém Vítě půl zrna v žitě.
- Pohoda od svatého Víta do svatého Jana – pro obilí je vyhraná.
- Svatý Vít mění čas.
- Svatý Vít přináší s sebou deště.
- Svatý Vít dává trávě pít.
- Od svatého Víta až k Janu mnoho deště.
- Prší-li na svatého Víta, prší 31 dní.
- Svatý Vít když deštěm kropí, na ječmeni škodu tropí.
- Mokrý den 15. června ječmenu velmi škodí.
- Prší-li na svatého Víta, jest úrodný rok, ale žádný ječmen.
- Déšť o svatém Vítu škodí ječmeni i žitu.
- Déšť na svatého Víta – špatný budou žita.
- Prší-li o svatém Vítu, škodí to žitu.
- Prší-li na svatého Víta, bývá špatná sklizeň žita.
- Kdo seje na Víta, škoda žita.
- Nesej na svatého Víta – škoda žita!
- Nasázíš-li zelí do Víta, bude zelnice bita.
- Sází-li se na Víta zelí, pak bělí.
- Kam se vítr o svatém Vítu stáčí, tam se také listí otáčí.
- Na svatého Víta ve dne v noci svítá.
- Na svatého Víta o půlnoci svítá.
- Na svatého Víta na jedné straně se tmí a na druhé svítá.
- Na svatého Víta hlava ještě nedoléhá, u paty již svítá.

| 15. červen v pražském KlementinuÚdaje jsou platné k 29. 4. 2025. | 15. červen v pražském KlementinuÚdaje jsou platné k 29. 4. 2025. | 15. červen v pražském KlementinuÚdaje jsou platné k 29. 4. 2025. |
| minimum                                                          | denní průměr                                                     | maximum                                                          |
| ---------------------------------------------------------------- | ---------------------------------------------------------------- | ---------------------------------------------------------------- |
| 6,8 °C (1941)                                                    | 17,8 °C (od 1961)                                                | 33,7 °C (2019)                                                   |